# Anderson Ridge
Anderson Ridge är en bergstopp i Antarktis. Den ligger i Västantarktis. Nya Zeeland gör anspråk på området. Toppen på Anderson Ridge är 1 203 meter över havet.
Terrängen runt Anderson Ridge är kuperad åt nordost, men åt sydväst är den bergig. Trakten är obefolkad. Det finns inga samhällen i närheten.